# 納舒厄 (愛荷華州)
納舒厄（英語：Nashua）是一個位於美國愛荷華州奇克索縣和弗洛伊德縣的城市。

## 地理
納舒厄的座標為42°57′08″N 92°32′17″W / 42.95222°N 92.53806°W，而該地的平均海拔高度為297米（即974英尺）。

## 人口
根據2010年美國人口普查的數據，納舒厄的面積為8.13平方千米，當中陸地面積為7.46平方千米，而水域面積為0.67平方千米。當地共有人口1663人，而人口密度為每平方千米204人。